# Фибер оптички кабл
Оптички кабл се користи у телекомуникацијама за пренос сигнала. Преносни медијум је оптичко влакно, а информација се преноси путем светлости. У Србији се највише користе оптички каблови капацитета од 6 до 240 оптичких влакана. На уласку у оптичко влакно електрични сигнал се конвертује у светлост помоћу светлеће или ласерске диоде, а на пријему се претвара поново у електрични сигнал помоћу фотодиоде.
Предност оптичких каблова су: 
- њихове далеко мање димензије у односу на бакарне каблове,
- могућност преноса велике количине информација,
- мало слабљење сигнала што дозвољава домете и до 200 km без појачања сигнала
- мања тежина по дужном метру
- лакше полагање како у земљу, тако под воду, на стубове или далеководе
- све нижа цена
- неосетљивост на електричне сметње, воду, ниске и високе температуре.

Оптички каблови су једино осетљиви на радиоактивно зрачење.
Први оптички кабл у Србији је положен октобра 1984. на релацији Телекомуникациони центар Београд - Централа Коњарник у дужини од 5,5 km. Године 2010, Србија има преко 15.000 km положених оптичких каблова.
Због своје мале тежине оптички каблови се полажу у раније закопане пластичне цеви методом удувавања. 

## Историјски развој
Широка област савремених телекомуникација. Посебно интензивно развија се после 1980. године. Постоје и бројни примери из раније прошлости који не могу да се сврстају у оптичке комуникације у данашњем смислу. Користили су поступке за пренос порука које су биле видљиве корисницима. (сигнализација, заставице, семафори, светионици, разни оптички системи као француски телеграфски систем који је за 15 мин преносио поруку на удаљеност од 200 km, итд.). Први научни покушај кроз млаз воде.
Као резултат, можемо да закључимо следеће: светлост може да се креће пратећи закривљеност светловода. Примену оптике у данашњем смислу покренуо је изум ласера 1958, полупроводничког ласера 1963. године и након неколико година, првих оптичких влакана.
Оптичко влакно је танка стаклена нит сачињена од силицијума. Стакло које се користи има изузетну чистоћу. Не може се ни упоредити са стаклом на које смо навикли. Стакло дебљине неколико километара има провидност обичног прозорског стакла дебљине 3–4 mm. Светлост путује кроз стаклена влакна захваљујући појави која се назива тотална унутрашња рефлексија. Релације којима је описано заробљавање светлости унутар равне стаклене плоче извео је Фреснел још 1820. године, 1962. год. оптичко влакно имало је слабљење 1000дБ/км (атмосфера 20-30 дб/км). 1966. године Чарлес Као и Георгес Хоцкхам утврдили су да велики губици у оптичком влакну теоретски настају због малих нечистоћа унутар стакла, а не због унутрашњих ограничења самога стакла. Проценили су да се губици светлости која путује влакном могу драстично смањити, са 1000 дб/км на мање од 20 дб/км. Захваљујући открићу Чарлса Каоа и Георгеа Хоцкмана 1970. године почео је врло интензиван развој оптичких комуникација када је тим стручњака из компаније “Цорнинг Гласс” произвео оптичко влакно дужине стотину метара. 1976. год. започела је експериментална примена оптичких влакана у телефонским системима Атланте и Чикага, а 1984. године пуштено је у рад оптичко влакно компаније АТ&Т повезујући Бостон и Вашингтон. 1988. године постављен је први трансатлантски оптички кабел, са регенераторима на удаљеностима од 64 km. Током осамдесетих година уложени су огромни напори да се отклоне проблеми везани за поправку прекинутих оптичких каблова и да се побољша техника њиховог постављања. 1991. године приказани су оптички појачавачи који су уграђени у саме оптичке каблове и који су у стању да обезбеде 100 пута већи капацитет од система са електронским појачавачима. 1996. године постављени су каблови састављени искључиво од оптичких влакана и преко Тихог океана. Код нас је постављање оптичких система почело 1984 у БГ, а 1991. постављена је оптичка веза НС - Сремски Карловци. Упркос рату, инфлацији и свему што се дешавало, оптички системи и код нас преовлађују у новоизграђеним комуникационим системима. Примена оптичког влакна као проводника светлосног сигнала значајно је зависила од технологије израде влакна, првенствено елиминације нечистоћа које утичу на слабљење, механичке издржљивости и заштите влакна од ломљења. 

## Типови оптичких влакана
Два основна типа оптичких влакана су једномодно (мономоде, синглемоде) и вишемодно (мултимоде) влакно, према броју модова светлосног таласа који се простиру кроз влакно. Мод најлакше визуелизује као светлосни зрак одређене дебљине, који се простире кроз влакно. Једномодно влакно има толико мали пречник језгра само једног зрака-мода. Кроз вишемодно влакно више зрака-модова се простире различитим путањама кроз језгро. Постоје две врсте вишемодних влакана: влакна са СТЕП, индексом, са наглом променом индекса преламања на граници језгра и омотача и влакна са градијентним индексом, са постепеним смањењем индекса преламања од центра језгра према и у омотачу. Путања зрака у влакну са степ индексом има изломљен цик-цак облик, што је последица одбијања зрака на граници језгра и омотача. Путања зрака у градијентном влакну је глатка и закривљена увек према унутра, задржавајући зрак увек око централне осе.

### Типови према профилу индекса преламања
- СТЕП ИНДЕКС (СИ) ВЛАКНО: Влакно са две вредности индекса преламања, са скоковитом променом, назива се СИ влакно.
- ГРАДИЈЕНТНО ВЛАКНО (ГИ) ВЛАКНО: Ради се о влакну са континуалном, градијентном променом вредности индекса преламања.[4]

## Простирање светлости кроз оптичко влакно
Светлост се простире кроз оптичко влакно на начин илустрован на слици испод. Светлост се креће кроз језгро влакна, под различитим угловима у односу на замишљену нормалу према граничној површини са омотачем. Ако је угао већи од критичног угла, φ > φц долази до тоталне рефлексије и зрак остаје заробљен у језгру влакна, пошто се исти угао понавља при сваком судару са граничном површином, са било које стране. Ако је угао мањи или једнак критичном углу, φ ≤ φц долази до преласка енергије у омотач и зрак веома брзо слаби и нестаје у омотачу

## Оптички комуникациони систем
Оптички комуникациони системи се састоје од предајника, комуникационог канала и пријемника.
Могу бити вођени и невођени.
- Код вођених система карактеристично је да се емитован оптички сноп при трансмисији просторно ограничава коришћењием оптичких влакана. Због тога се ови системи често називају фибер – оптички комуникациони системи.
- Код невођених система оптички сноп се емитује кроз слободан простор. Реч је о фрее спаце комуникацијама.[6]

Компоненте оптичког комуникационог система су:
- Оптички предајник
- Оптичко влакно
- Оптички пријемник

### Оптички предајник
Оптички предајници врше претварање електричног сигнала у светлост.
То су уређаји који служе за слање говорних и других информација у облику светлосног сигнала дуж светловода. Предајник има двоструку улогу. У себи мора да садржи светлосни извор, који ће напајати оптичко влакно, и модулатор, који треба да модулише ту светлост, тако да она репрезентује бинарни или аналогни улазни сигнал. У дигиталним системима модулација се најчешће врши променом интензитета светлости, која се шаље на улаз оптичког влакна. Може се рећи да предајник представља неку врсту претварача дигиталног електронског сигнала у светлосни сигнал. Предајник се може посматрати као”црна кутија”, која испуњава одређене захтеве везане за емитовану оптичку снагу, таласну дужину емитоване светлости, брзину рада оптичког извора, фокусираност зрачења, итд. Предајници се могу упоређивати по два основа. Један је посматрање карактеристика оптичког дела, који представља извор светлости, а други је начин модулације светлосног сигнала. Приликом посматрања карактеристика везаних за оптички део предајника, треба узети у обзир следеће:Физичке карактеристике треба да су усаглашене са оптичким влакном које се жели користити, у смислу да извор треба да обезбеди емитовање светлости у облику конуса, пречника попречних пресека од 8µм до 100µм, иначе оптичко влакно неће бити побуђено светлосним извором;
- Снага извора треба да буде довољно велика да може да се постигне жељена вредност вероватноће грешке (BER).[8]
- Неопходно је извршити фокусирање светлости извора врло ефикасно, како би се оптичко влакно побудило довољном оптичком снагом.
- Оптички извор треба да генерише сигнал линеарних карактеристика како би се спречило генерисање виших хармоника и интермодулационих изобличења, пошто се они тешко елиминишу.
- Неопходна је лака модулација оптичког извора електричним сигналом, и да су при томе, брзине модулације велике, иначе се предности које поседује оптичко влакно са својим широким опсегом не могу искористити.
- На крају, ту су и захтеви као што су: мале димензије, мала тежина, ниска цена и висока поузданост.

Постоје две врсте полупроводничких диода које задовољавају наведене захтеве и могу се користити као оптички извори у предајнику. То су:
- Некохерентне − светлеће диоде, LED (Light Emitting Diode)
- Кохерентне – ласерске диоде, LD.

## Настављање оптичких каблова
Фабричка дужина оптичког кабла која се испоручује из фабрика је око 2100 м. Због тога се оптичке деонице настављају једна за другом. Поступак је назван „сплајсовање“ а састоји се у заваривању дефакто стаклених влакана. Поступак се изводи под микроскопом при чему се за заваривање користи електрична енергија. Потребно је обезбедити велику чистоћу при раду.